# Acuerdo Nacional por el Cambio
El Acuerdo Nacional por el Cambio (ANC) fue una coalición electoral de movimientos políticos y sociales ecuatorianas, en el cual participaron sectores de centro-izquierda e izquierda como que se perfilan como movimientos de oposición al gobierno central presidido por Rafael Correa y su partido Alianza PAÍS.
Algunos de los partidos integrantes conformaron, en las elecciones presidenciales del 2013, la Unidad Plurinacional de las Izquierdas (UPI), quienes continúan indicando que Rafael Correa "traicionó" los postulados de izquierda y se acercó a la derecha.
El proceso de constitución hecho luego de una serie de diálogos se afirmó el 10 de mayo del 2016 en el cual se efectuó la reunión de representantes de diferentes organizaciones políticas y sociales entre estos: Lenin Hurtado, Geovanni Atarihuana, Paco Moncayo y Alberto Acosta realizando durante esta jornada un borrador del programa del gobierno del ANC titulado como “Bases para una declaración programática”.

## Integrantes
Dentro del Acuerdo Nacional por el Cambio se reunieron partidos legalmente inscritos, partidos sin registro electoral y movimientos sociales con tendencia de izquierda.
| Lista                                         | Lista           | Partido/Movimiento                                     | Representante       | Circunscripción    | Ref.         |
| --------------------------------------------- | --------------- | ------------------------------------------------------ | ------------------- | ------------------ | ------------ |
| Partidos y Movimientos Políticos Legales      |                 |                                                        |                     |                    |              |
|                                               | 12              | Izquierda Democrática                                  | Wilma Andrade       | Nacional           |              |
|                                               | 2               | Movimiento Unidad Popular                              | Geovanni Atarihuana | Nacional           |              |
|                                               | 18              | Movimiento de Unidad Plurinacional Pachakutik          | Marlon Santi        | Nacional           |              |
|                                               | 17              | Partido Socialista Ecuatoriano                         |                     | Cañar              |              |
|                                               | 82              | Movimiento Igualdad                                    | Marcelo Cabrera     | Azuay              | [ 2 ]        |
|                                               | 65              | Movimiento Integración Democrática del Carchi          | Guillermo Herrera   | Carchi             | [ 3 ]        |
|                                               | 62              | Movimiento Convocatoria por la Unidad Provincial       |                     | Loja               | [ 3 ]        |
|                                               | 61              | Movimiento Vive                                        | Mario Granda        | Pichincha          | [ 3 ]        |
|                                               | 62              | Movimiento Acción Social y Solidaria                   | Eddy Sánchez        | Pichincha          | [ 3 ]        |
|                                               | 62              | Movimiento Cívico por Ambato y Tungurahua              |                     | Tungurahua         |              |
|                                               | 103             | Movimiento Vivir Bien                                  |                     | Cotacachi-Imbabura | [ 3 ]        |
| Partidos y Movimientos Políticos No inscritos |                 |                                                        |                     |                    |              |
|                                               |                 | Partido Comunista Marxista Leninista                   | Oswaldo Palacios    | Nacional           |              |
|                                               |                 | Renovación Socialista (Facción del PSE)                | Enrique Ayala Mora  | Nacional           | [ 3 ]        |
|                                               |                 | Movimiento Revolucionario de los Trabajadores          | Mario Unda          | Nacional           | [ 4 ] [ 5 ]  |
|                                               |                 | Democracia Sí                                          | Gustavo Larrea      | Nacional           | [ 3 ]        |
|                                               |                 | Montecristi Vive                                       | Alberto Acosta      | Nacional           | [ 6 ] [ 7 ]  |
|                                               |                 | Poder Ciudadano                                        | Diego Borja         | Nacional           | [ 8 ]        |
|                                               |                 | Frente Radical Alfarista                               | Cecilia Calderón    | Nacional           | [ 9 ]        |
|                                               |                 | Municipalismo Ecuatoriano                              | Jhonny Firmat       | Nacional           | [ 9 ]        |
|                                               |                 | Partido Humanista                                      |                     | Nacional           | [ 3 ]        |
|                                               |                 | Movimiento Pueblo Positivo (Salida el 16 de diciembre) | Valentín Sala       | Guayas             | [ 3 ] [ 10 ] |
| Movimientos Sociales                          |                 |                                                        |                     |                    |              |
|                                               |                 | Frente Unitario de Trabajadores                        | Pablo Serrano       |                    | [ 11 ]       |
| Frente Popular                                | Nelson Erazo    |                                                        | [ 3 ]               |                    |              |
| Confederación de Nacionalidades Indígenas     | Jorge Herrera   |                                                        | [ 3 ]               |                    |              |
| Unión Nacional de Educadores                  | Rosana Palacios |                                                        | [ 3 ]               |                    |              |
| Nosotras por la Democracia                    | Solanda Goyes   |                                                        | [ 3 ]               |                    |              |

## Elecciones presidenciales de 2017
Las precandidaturas para las elecciones presidenciales del 2017 son propuestas dentro del Acuerdo Nacional por el Cambio, previo al período oficial de registro de las mismas han sido hechas por los diversos partidos que han dado un precandidato de cada partido para decidir el binomio presidencial de la coalición, siendo confirmados los siguientes:
| Lista | Logo | Partido / Movimiento                          | Precandidato a Presidente | Resultados                            |
| ----- | ---- | --------------------------------------------- | ------------------------- | ------------------------------------- |
| 12    |      | Izquierda Democrática                         | Paco Moncayo              | Designado como candidato presidencial |
| 2     |      | Unidad Popular                                | Lenin Hurtado             | Se retiró el 28 de septiembre         |
| 18    |      | Pachakutik                                    | Lourdes Tibán             | Se retiró el 29 de septiembre         |
| -     | -    | Independiente/Renovación Socialista           | Enrique Ayala Mora        | Se retiró el 16 de septiembre         |
| -     | -    | Movimiento Revolucionario de los Trabajadores | Mesías Tatamuez           | Desconocido                           |

Finalmente luego de varias opciones dadas por las diferente agrupaciones del Acuerdo, el binomio presidencial quedó constituido por Moncayo, oficializado por el acuerdo en general el 1 de octubre, tras ya haber sido designado por la ID el 24 de septiembre. Para el 10 de noviembre, luego de que se fijara que quien cumpla el perfil vicepresidencial debía ser una mujer costeña, Paco Moncayo designa a Monserratt Bustamante como su compañera de fórmula, inscribiéndose el 12 de noviembre en el Consejo Nacional Electoral.
| Binomio Presidencial del ANC 12-2-18 | Binomio Presidencial del ANC 12-2-18 | Binomio Presidencial del ANC 12-2-18 | Binomio Presidencial del ANC 12-2-18      |
| Presidente                           | Presidente                           | Vicepresidenta                       | Vicepresidenta                            |
| ------------------------------------ | ------------------------------------ | ------------------------------------ | ----------------------------------------- |
|                                      | Paco Moncayo 76 años (Quito)         |                                      | Monserratt Bustamante 40 años (Guayaquil) |

## Resultados electorales

### Elecciones Generales

#### Elecciones presidenciales
| Elecciones | Presidente   | Vicepresidente        | Votos   | %     | Notas |
| ---------- | ------------ | --------------------- | ------- | ----- | ----- |
| 2017       | Paco Moncayo | Monserratt Bustamante | 634 030 | 6,71% |       |

#### Elecciones Legislativas

##### Asamblea Nacional
| Elecciones | Cabeza de Lista                                                | Votos   | %     | Asambleístas | Notas                                                                        |
| ---------- | -------------------------------------------------------------- | ------- | ----- | ------------ | ---------------------------------------------------------------------------- |
| 2017       | Wilma Andrade (ID) Lenin Hurtado (UP) Humberto Cholango (MUPP) | 824 498 | 8,04% | 8/137        | Unidad Popular, Izquierda Democrática y Pachakutik fueron con listas propias |

##### Parlamento Andino
| Elecciones | Cabeza de Lista | Votos     | %      | Parlamentarios | Notas |
| ---------- | --------------- | --------- | ------ | -------------- | ----- |
| 2017       | Lourdes Tibán   | 3 890 349 | 10,74% | 0/5            |       |